# Toyokawa (Aichi)
Toyokawa (豊川市 Toyokawa-shi?) es una ciudad que se encuentra al sureste de la prefectura de Aichi(愛知県), Japón.
Según datos del 2010, la ciudad tiene una población estimada de 182.679 habitantes y una densidad de 1.140 personas por km². El área total es de 160,63 km².
La ciudad fue fundada el 1 de junio de 1943.
Originalmente fue creado de varios pueblos y villas del distrito de Hoi. Luego comenzó a absorber otras localidades del distrito: Mikami (1955), Goyu (1959), Ichinomiya (2006), Otowa y Mito (2008) y Kozakai (1 de febrero de 2010). Tras la fusión de Kozakai con Toyokawa, el distrito de Hoi dejó de existir.
Históricamente desde el período Edo, Toyokawa fue origionalmente un shukuba (parada) del camino Tōkaidō, conocido como Goyu-shuku y fue una de las 53 estaciones del Tōkaidō.

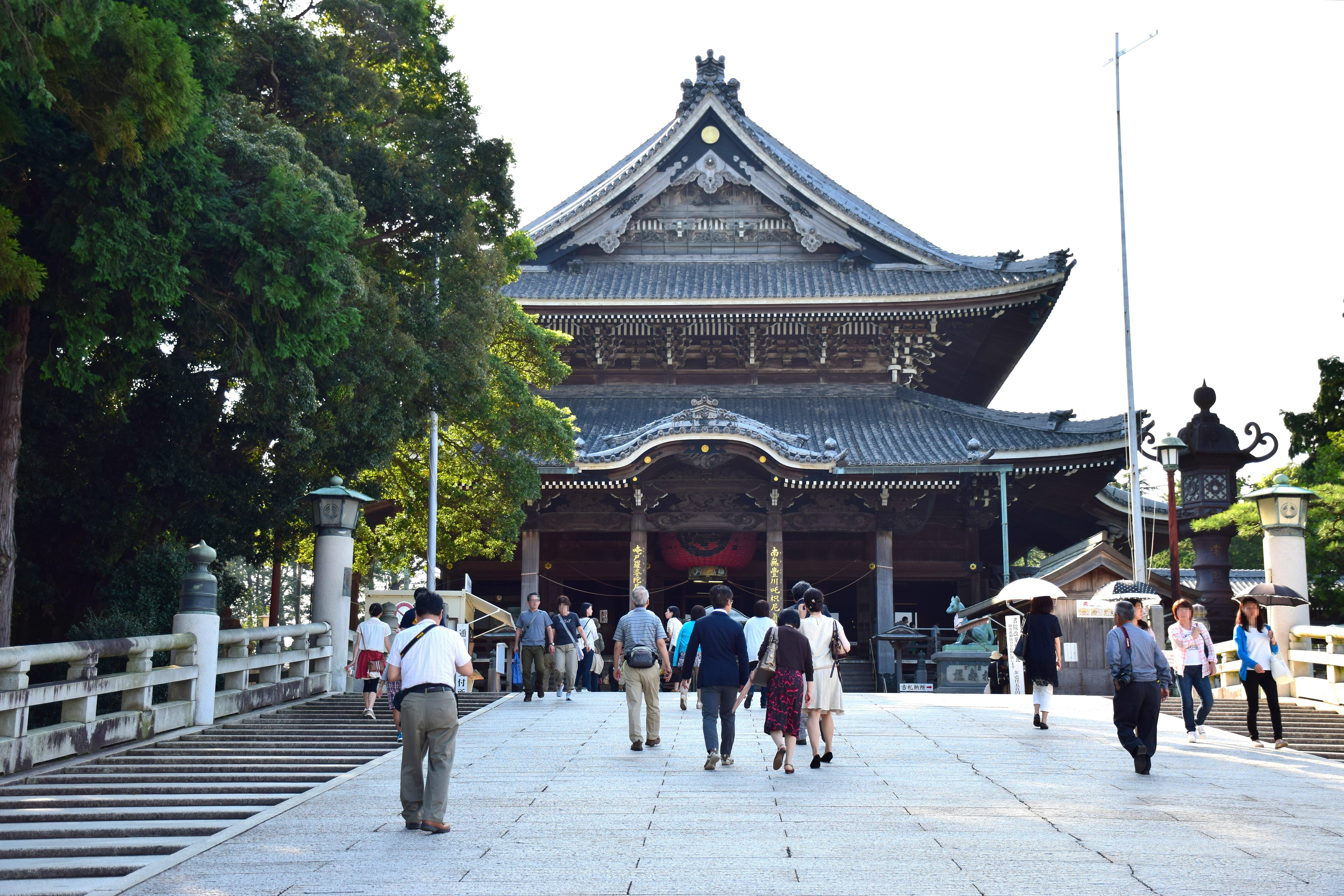
Toyokawa Inari

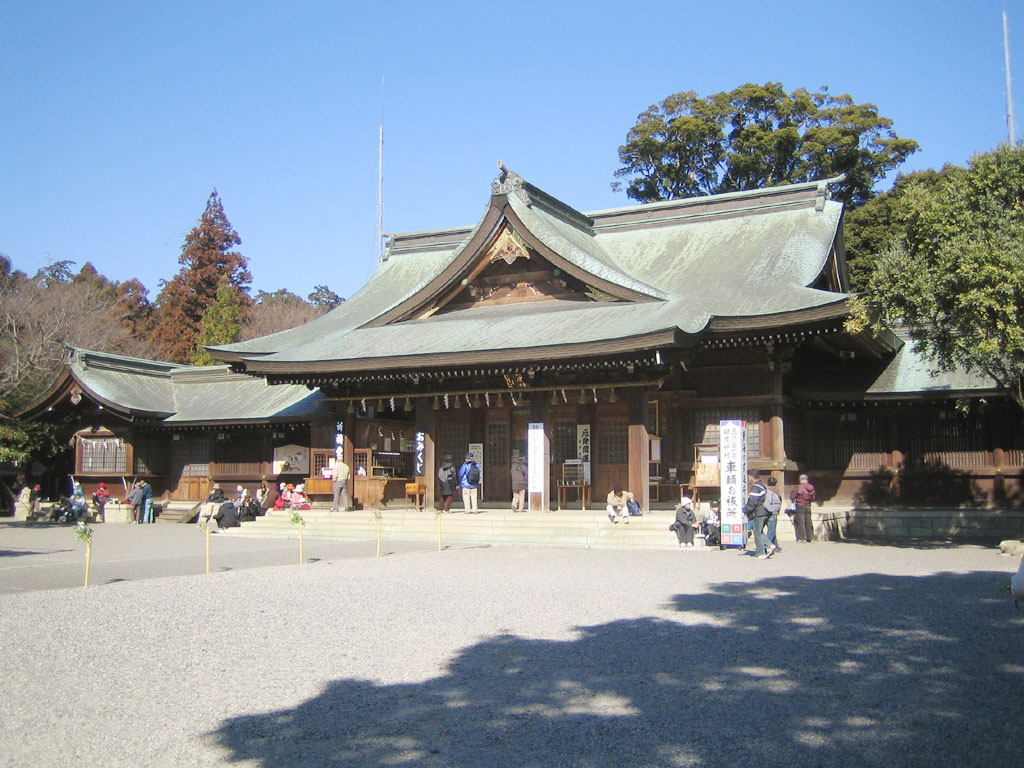
Santuario Toga

## Ciudades hermanas
Cupertino (California)